# Aage Roussell
Aage Roussell (27. oktober 1901 i København – 9. juni 1972 på Frederiksberg) var en dansk arkitekt, arkæolog, museumsmand og frihedskæmper.

## Uddannelse
Roussell var søn af grosserer Rudolf Christian Roussell (1859-1933) og hustru Sidse Hansine født Nielsen (1868-1941). Roussell blev 1919 student fra Sankt Andreas Kollegium i Ordrup, tog 1920 filosofikum fra Københavns Universitet. Han blev samme år optaget på Kunstakademiets Arkitektskole, hvorfra han tog afgang 1922. Han var også på Stockholms Högskola.

## Karriere

### Udgravninger på Grønland og doktordisputats
Roussell blev ansat ved Ivigtut kryolitbrud på Grønland 1924-26 og var bruddets bestyrer i vinteren 1925-26. Roussell deltog i arkæologiske grønlandsekspeditioner 1926, 1930, 1932, 1934, 1935 og 1937 og en ekspedition til Island 1939.
Som nyuddannet arkitekt deltog han i henholdsvis 1926 og 1930 i Poul Nørlunds arkæologiske ekspeditioner til Grønland og var sideløbende knyttet til arkitekt Mogens Clemmensens tegnestue. Senere stod han selv i 1930'erne i spidsen for fire lignende udgravningsrejser, hvis formål var koncentreret om at finde levn fra nordboernes liv i Island og på Grønland. Rejsen gav stof til hans doktordisputats, Farms and Churches in the Medieval Norse Settlements of Greenland (1941). Han blev museumsinspektør ved Nationalmuseet 1937 og var 1949-71 overinspektør og leder af middelaldersamlingen, Nationalmuseets daværende 2. afdeling.

### Danmarks middelalder
1932–35 gennemførte Roussell restaureringen af Børglum Kloster og 1935 ombygningen af herregården Willestrups sydfløj.
I begyndelsen af 1940'erne interesserede Roussell sig for de danske middelalderborge. I perioden 1941-46 forestod omfattende udgravninger på Vordingborg Slotsruin, og i 1942 udkom hans bog Danmarks Middelalderborge. Udgravninger udførte han ligeledes på Aalholm Slot i 1943, hvor han bl.a. fandt resterne af et hidtil ukendt tårn.
Roussell blev 1951 formand for Det Særlige Kirkesyn, som han havde været arkitekt for siden 1944, og var redaktør af andenudgaven af værket Danske Slotte og Herregaarde (20 bind, Hassing 1963-68).
Han deltog 1958-59 i de danske udgravninger på øen Failaka ud for Kuwait.

## Modstandsmand og leder af Frihedsmuseet
Roussell havde taget del i modstandsbevægelsen under den tyske besættelse af Danmark og blev efter krigen overført til Hjemmeværnet, hvor han blev kompagnichef i 1949. Ved siden af sin stilling på Nationalmuseet blev han i 1957 den første leder af Frihedsmuseet. I 1971 fratrådte han denne stilling på grund af alvorlig sygdom, som han døde af allerede året efter. Han er begravet på Frederiksberg Ældre Kirkegård.

## Politik og tillidshverv
Aage Roussell var konservativt medlem af Frederiksberg Kommunalbestyrelse fra 1958 til 1966. Han var desuden generalsekretær for den officielle danske kunst- og kulturudstilling i London 1948 og museumsudvalgets sekretær ved udstillingen The Arts of Denmark i USA 1960–61. Han var Ridder af Dannebrog og bar en række udenlandske ordener.
Han blev gift gift 21. juli 1931 i Kildebrønde Kirke med Elisabeth Mathilde Velschou (22. februar 1898 på Corselitze, Falster - 7. maj 1985), datter af godsinspektør Jacob Velschou og hustru Marie født Valentiner.